# Micropsectra deflecta
Micropsectra deflecta е насекомо от разред Двукрили (Diptera), семейство Хирономидни (Chironomidae). Съществува в рамките на града на Ню Йорк.